# Minard Castle

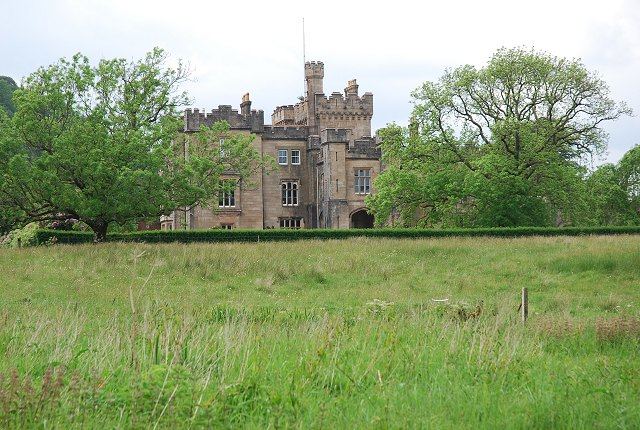
Minard Castle von Südwesten

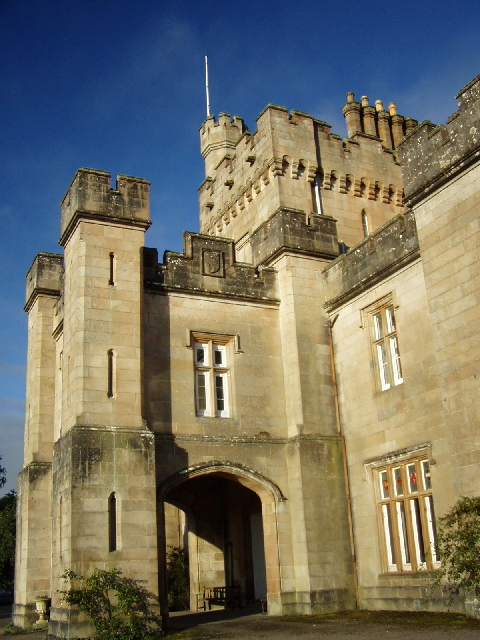
Vorhalle auf der Südostseite

Minard Castle ist ein zinnenbewehrtes Landhaus auf einer niederen Landspitze südlich der Minard Bay am Nordwestufer des Loch Fyne in der schottischen Council Area Argyll and Bute.

## Geschichte
Das erste, georgianische Haus auf dem Gelände ließ Archibald Campbell of Knockbuy (1693–1790) errichten. Auf Regenrinnenausläufen am Gebäude ist das Baujahr 1775 angegeben.
1842 wurde das Anwesen an H. W. Askew verkauft, der sofort umfangreiche Veränderungen und Anbauten an dem Haus vornehmen ließ, mit denen er den Architekten John Thomas Rochead aus Glasgow beauftragte. 1848 waren diese Arbeiten abgeschlossen.
Von 1875 bis 1938 war Minard Castle in Besitz der Familie Lloyd. Anschließend wurde es zu einem Hotel umgebaut. In den 1970er-Jahren wurde es von den heutigen Eigentümern umfangreich renoviert und wieder in ein privates Wohnhaus umgewandelt.

## Beschreibung
Das ursprüngliche Haus, das im hinteren Teil des heutigen Gebäudes noch erhalten ist, war ein dreistöckiges Gebäude mit einer Grundfläche von 18,3 Metern × 18,3 Metern. Die mit Harl verputzte, hintere Nordwestfassade und die Fenster in den oberen Geschossen der drei Jochen breiten Seitenfassaden (Nordost- und Südwestfassaden), das Gesims unter dem vorspringenden Dach und die einfachen Fenstereinfassungen aus graugrünem Sandstein repräsentieren den ursprünglichen Stil des Hauses. Sie unterscheiden sich deutlich von den Änderungen aus dem 19. Jahrhundert, die gekuppelten Fenstern und Kämpferfenstern sowie zinnenbewehrten Brüstungen bestehen. Hinter den Brüstungen erhebt sich ein geneigtes Giebeldach. Das Haus ist mit achteckigen Kaminen versehen.
Die Eingangsfront im Südosten gehört gänzlich zum neuen Teil des Hauses, das seit dem Umbau Mitte des 19. Jahrhunderts einen T-förmigen Grundriss besitzt. Rocheads Anbau bedeckt eine Grundfläche von 36 Metern × 7,5 Metern und ist im Nordosten zweistöckig und im Südwesten dreistöckig. Die Südostfassade der zweistöckigen Vorhalle hat an den Ecken hervorstehende Türme mit rechteckigem Grundriss. Die Vorhalle besitzt im 1. Obergeschoss einen Erker und an der Südostseite ein zweistöckiges Joch. Der zentrale Turm mit hervorstehender Brüstung und einer achteckigen, hohen Tourelle erhebt sich über dem Treppenhaus hinter der Vorhalle und ein kleinerer Turm belichtet die ursprüngliche Treppe. An der Westecke des ursprünglichen Hauses wurde ein Turm mit rechteckigem Grundriss angebaut, der mit einer Loggia mit fünf Bögen mit dem Südturm verbunden ist.
Auf der Nordostseite des Anbaus befindet sich eine lange, einstöckige Galerie, die in einem zweistöckigen Turm endet; dieser dient als Kapelle. In der Mitte der Galerie ist das Wappen des derzeitigen Eigentümers angebracht. Weitere Wappen sind außen auf der Vorhalle angebracht.
Auch innen wurde das Haus in viktorianischem Stil umgebaut.
Historic Scotland hat Minard Castle als historisches Bauwerk der Kategorie B gelistet.